# Živkovci
Živkovci (cyr. Живковци) – wieś w Serbii, w okręgu kolubarskim, w gminie Ljig. W 2011 roku liczyła 455 mieszkańców.